# Manulife Place
Manulife Place – wieżowiec w Edmonton, w prowincji Alberta, w Kanadzie, o wysokości 146 m. Budynek został otwarty w 1983 i liczy 42 kondygnacje.